# لئوپولت دوم
لئوپولت دوم (آلمانی: Leopold II؛ زادهٔ ۵ مه ۱۷۴۷–۱ مارس ۱۷۹۲) امپراتور مقدس روم و آرشیدوک اتریش و پادشاه مجارستان با عنوان لیپوت دوم از سال ۱۷۹۰ تا ۱۷۹۲ بود. وی فرزند ماریا ترزا و همسرش فرانتس یکم و برادر ماری آنتوانت ملکه فرانسه، ماریا کارولینا ملکه اسپانیا، ماریا آمالیا دوشس پارما، و یوزف دوم، امپراتور مقدس روم بود.
لئوپولت طرفدار میانه‌روی دیکتاتوری منور بود.

## زندگی و درگذشت
او در ۵ اوت ۱۷۶۴ با ماریا لوئیسا دختر پادشاه اسپانیا، کارلوس سوم ازدواج کرد. پیش از اعلان جنگ فرانسه علیه اتریش، وی در مارس ۱۷۹۲ به‌طور ناگهانی در وین درگذشت.